# Sebastian Fobe

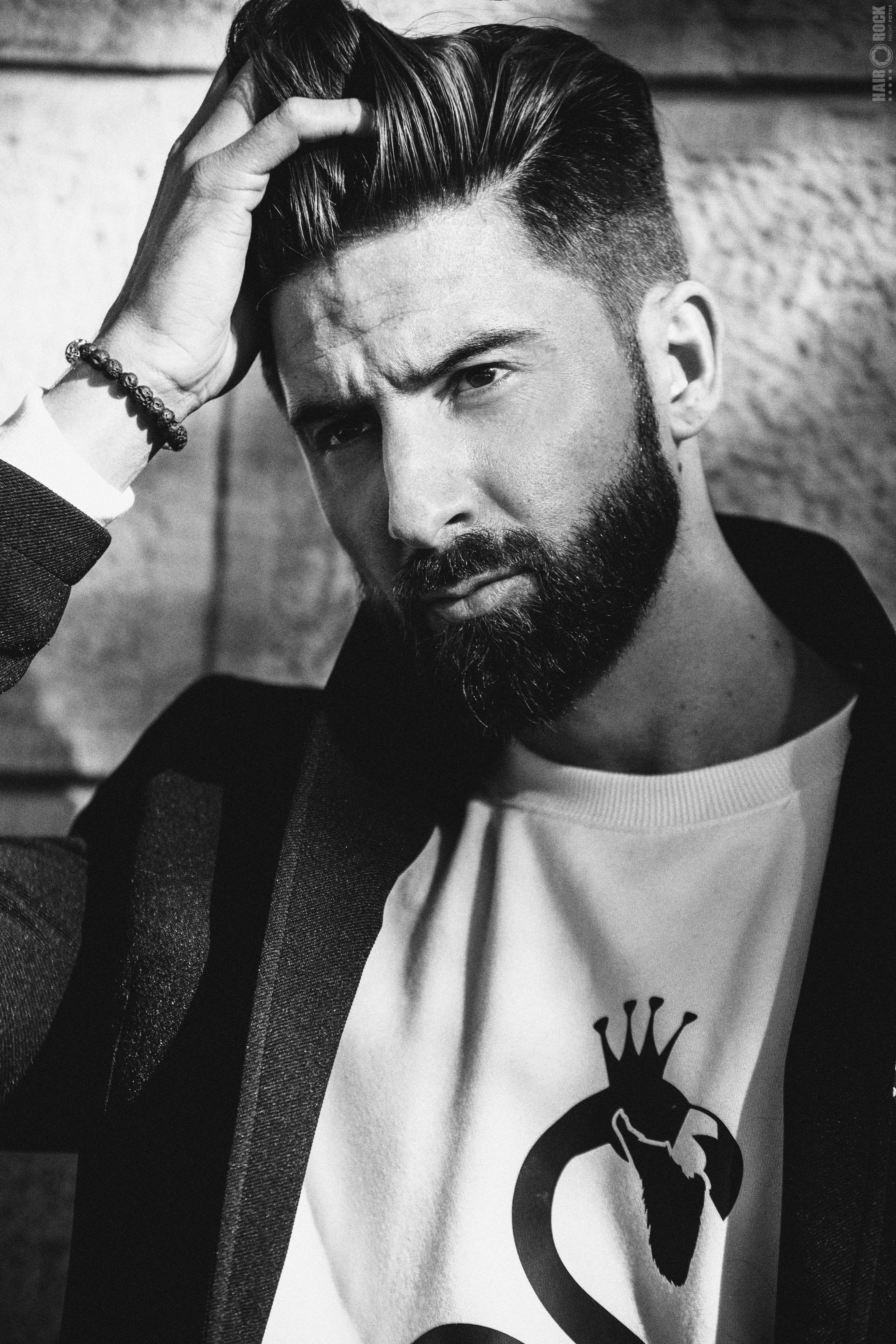
Sebastian Fobe im Jahr 2018

Sebastian Fobe (* 20. Juni 1985 in Hannover) ist ein deutscher ehemaliger Reality-TV-Teilnehmer.

## Werdegang
Er nahm im Juni 2017 an der vierten Staffel der Kuppelshow Die Bachelorette teil. Eine weitere Teilnahme an der RTL-Show Bachelor in Paradise erfolgte im Mai 2018. Die nächste Teilnahme in einer TV-Show folgte im September 2018 in der Neuauflage der Sat.1-Abenteuerspielshow Fort Boyard. Im selben Jahr nahm Sebastian Fobe als Kandidat beim Promi-Special von Ninja Warrior teil und erspielte zusammen mit anderen 238.000 Euro für einen guten Zweck. Im Mai 2020 nahm Sebastian Fobe neben Claudia Norberg, Sarah Knappik und Marcellino Kremers an Match! Promis auf Datingkurs teil.

## Privates
Fobe absolvierte eine Berufsausbildung zum Sport- und Fitnesskaufmann. Ab 2005 arbeitete Sebastian Fobe als Fitnesscoach. Seit 2009 ist er als Personal-Trainer tätig. Er ist Studioleiter für McFit.
Seit Anfang 2023 ist er mit Liza Waschke liiert.

## TV-Shows
- 2017: Die Bachelorette
- 2018: Bachelor in Paradise (Finalist)
- 2018: Fort Boyard
- 2018: Ninja Warrior Promi Special
- 2020: Match! Promis auf Datingkurs
- 2022: Club der guten Laune